# Biharnagybajom vasútállomás
Biharnagybajom vasútállomás egy Hajdú-Bihar vármegyei vasútállomás Biharnagybajom településen, a MÁV üzemeltetésében. A település délnyugati részén helyezkedik el, közúti elérését a 4212-es útból kiágazó 42 316-os számú mellékút teszi lehetővé.

## Vasútvonalak
Az állomást az alábbi vasútvonalak érintik:
- Kötegyán–Püspökladány-vasútvonal

## Kapcsolódó állomások
A vasútállomáshoz az alábbi állomások vannak a legközelebb:
- Füzesgyarmat vasútállomás (Kötegyán–Püspökladány-vasútvonal)
- Sárrétudvari megállóhely (Kötegyán–Püspökladány-vasútvonal)

## Forgalom
| Járat        | Útvonal | Gyakoriság     |
| ------------ | --- | -------------- |
| személyvonat | Püspökladány – Püspökladány-Vásártér – Hosszúhát – Szerep – Sárrétudvari – Biharnagybajom – Füzesgyarmat – Füzesgyarmatfürdő – Szeghalom (– Vésztő) | Kb. 2 óránként |